# Burg Neu-Aspermont
Die Burg Neu-Aspermont ist die Ruine einer hochmittelalterlichen Spornburg auf der rechten Talseite oberhalb von Jenins im Bündner Rheintal in der Schweiz.

## Lage
Die Ruine liegt bei 902 m ü. M. hoch über der Gemeinde auf einem Felssporn und ist vom Dorf aus zu Fuss über eine Waldstrasse (Fahrverbot) oder auf dem steilen "Burgenweg" in einer halben Stunde gut erreichbar.

## Anlage

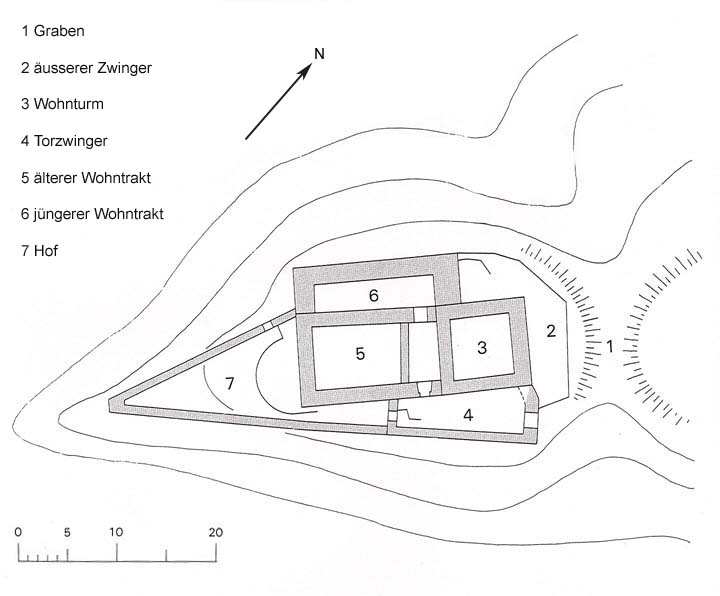
Plan der Anlage

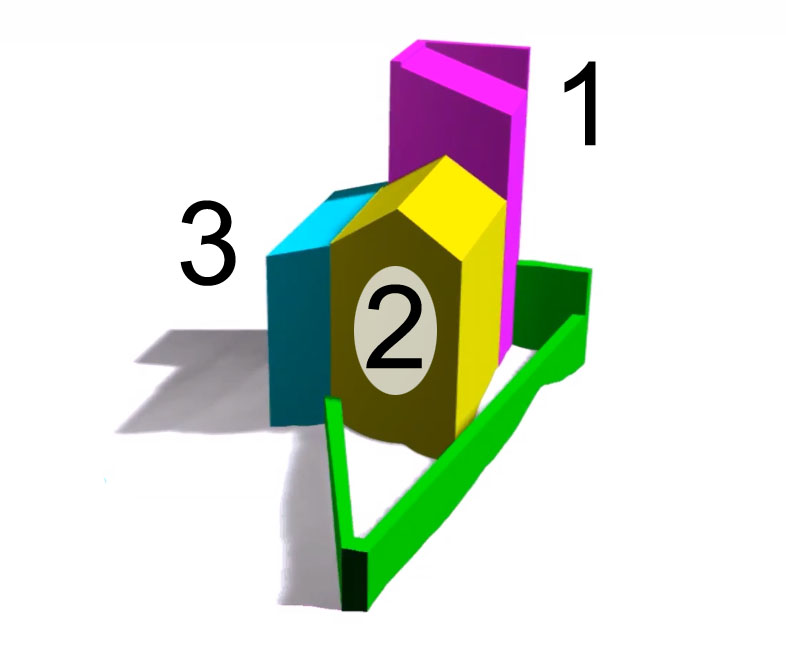
Bauphasen: Anno 1232 (1), 1232 bis 1238 (2) und 14. Jahrhundert (3)

Der älteste Bauteil der Anlage, der Turm wurde dendrochronologischen Untersuchungen zufolge 1232 errichtet. Der südliche Teil des Wohntraktes wurde in den Jahren 1232 bis 1238 errichtet. Vom 14. bis etwa zur Mitte des 17. Jahrhunderts wurden Aus- und Umbauten vorgenommen.
Die Anlage bestand aus einem zusammengesetzten Gebäudekomplex; es sind mehrere Bauphasen aus dem Hoch- und Spätmittelalter zu erkennen. Der älteste Teil der Anlage ist der bergwärts gelegene quadratische Bergfried aus Bruchsteinmauern; mit dem später aufgesetzten Dachraum ist er sieben Geschosse hoch. Der rundbogige Hocheingang lag auf der Südwestseite im dritten Stock. Die anderen Türöffnungen wurden später ausgebrochen. Der Verputz im einstigen Wohnstock zeigt Reste einer Freskobemalung von breiten Streifen in Schwarz und Weiss. Erhalten geblieben sind ein Aborterker mit schrägem Abfluss sowie im Verputz sichtbare Spuren eines würfelförmigen Ofens. Der Turm trug ein von Nordwest nach Südost abfallendes Pultdach, die Mauerkrone war mit Klosterziegeln schräg nach aussen abgedeckt.
Talwärts schliessen sich nach Westen die Ruinen eines mächtigen zweiteiligen Palas an. Der zweigeteilte viergeschossige Südosttrakt schliesst direkt an den Turm, der schmale fünfgeschossige Nordwesttrakt mit seinen bis 2,5 m dicken Mauern wurde später errichtet. Abort- und Sitznischen, Backöfen und weitere Feuerstellen verraten eine Benützung bis ins 17. Jahrhundert. Die Zisterne lag vermutlich im heute mit Schutt gefüllten Hof.
Südlich und westlich lag ein von einer Ringmauer umgebener enger Zwinger. Den Abschluss der Mauer bildete ein Zinnenkranz mit Wehrgang. Das Eingangstor mit doppelten Sperrbalken lag an der nordöstlichen Schmalseite, auf der Nordseite war eine kleine Schlupfpforte. Die Umfassungsmauer trägt Spuren eines hölzernen Wehrgangs. Die ursprünglichen Zinnen wurden später teilweise vermauert und mit Schiessscharten für Handbüchsen versehen.

## Sicherung und Umwidmung der Anlage
Über Jahre hinweg war die Anlage in einem relativ schlechten Zustand und wurde von Gebüsch überwuchert. Auch noch 2020 wuchs fast am höchsten Punkt des Turmes eine Föhre. Nach der Übernahme der Burg durch den Burgenverein Neu-Aspermont in einem Baurechtsvertrag im Jahr 1997 begannen jedoch verstärkte Anstrengungen zur Sanierung der Ruine. Ab 1999 wurden Notsicherungen an einigen die Statik gefährdenden Stellen durchgeführt. 2014 konnte der Verein die Burg erwerben. Seit August 2014 leisteten die Aktivmitglieder des Burgenvereins Graubünden unter der Leitung von Walter Schläpfer jährlich einen einwöchigen Frondiensteinsatz zur konstruktiven Sicherung der einsturzgefährdeten Mauerteile. Bis zum Jahr 2020 wurden die Mauerkronen des zweiteiligen Palas durch Aufmauern gesichert. Im Frühsommer 2022 begann die Sicherung des Bergfrieds. Bis zu einer Vereinbarung mit der gleichnamigen Stiftung 2016 waren rund 600'000 Franken in Sicherungsarbeiten investiert. Gesamthaft sollen rund 1,4 Millionen Franken aufgewendet werden. Nach Abschluss der Arbeiten wird die Anlage öffentlich betretbar sein. Eine Aussichtsplattform wurde vom Schweizer Denkmalschutz abgelehnt.

## Geschichte

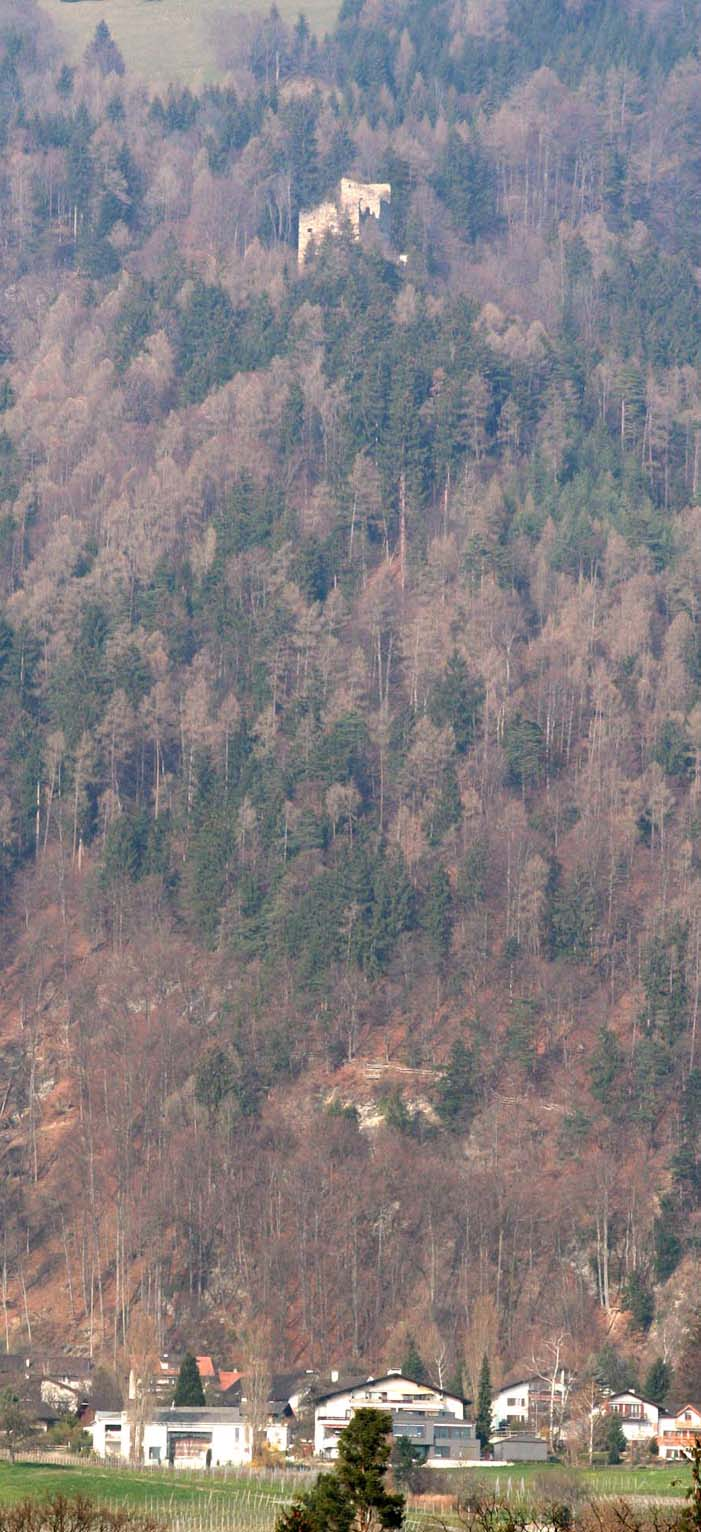
Aspermont oberhalb Jenins

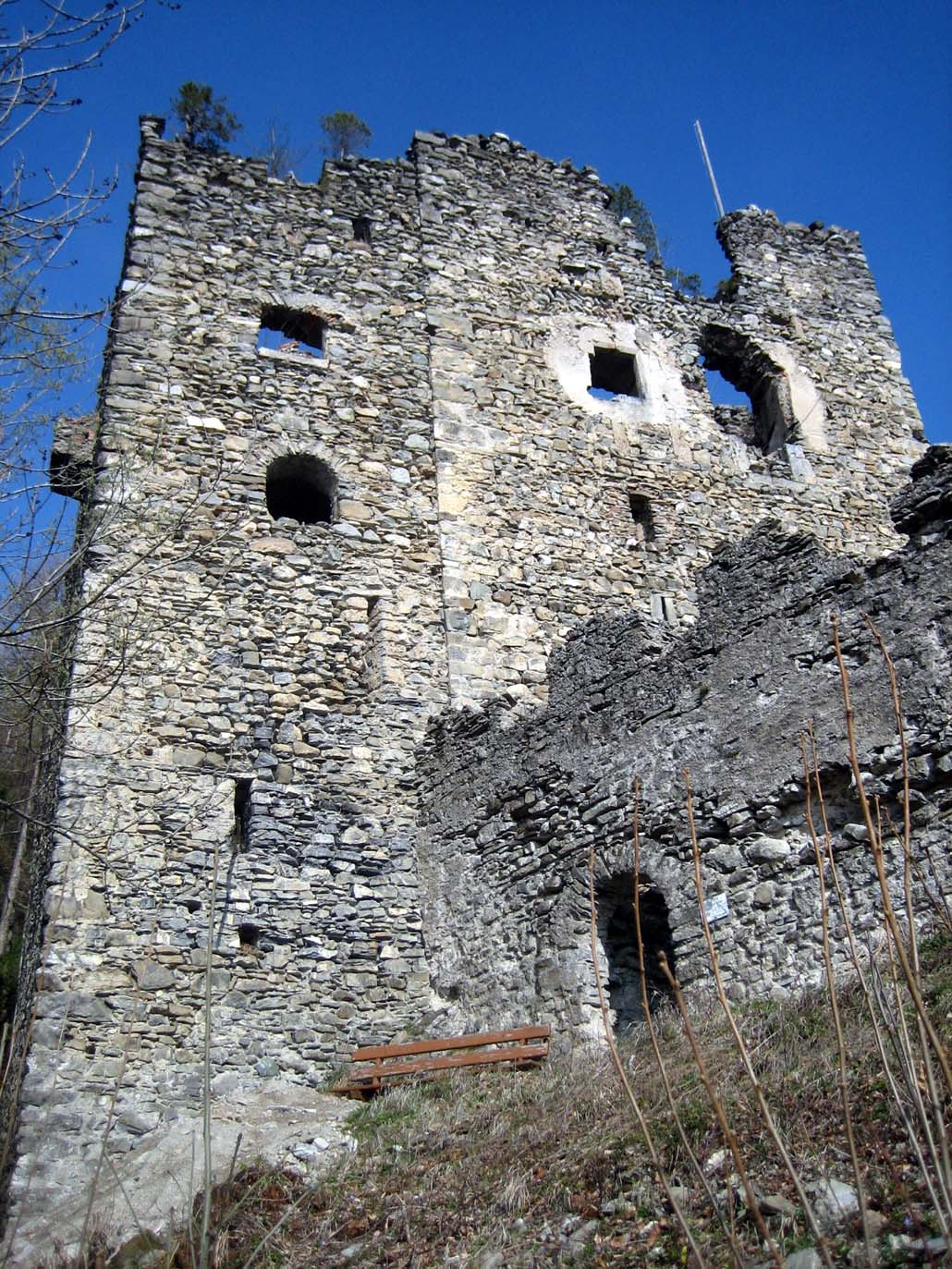
Zweigeteilter Palas, links der neuere Teil

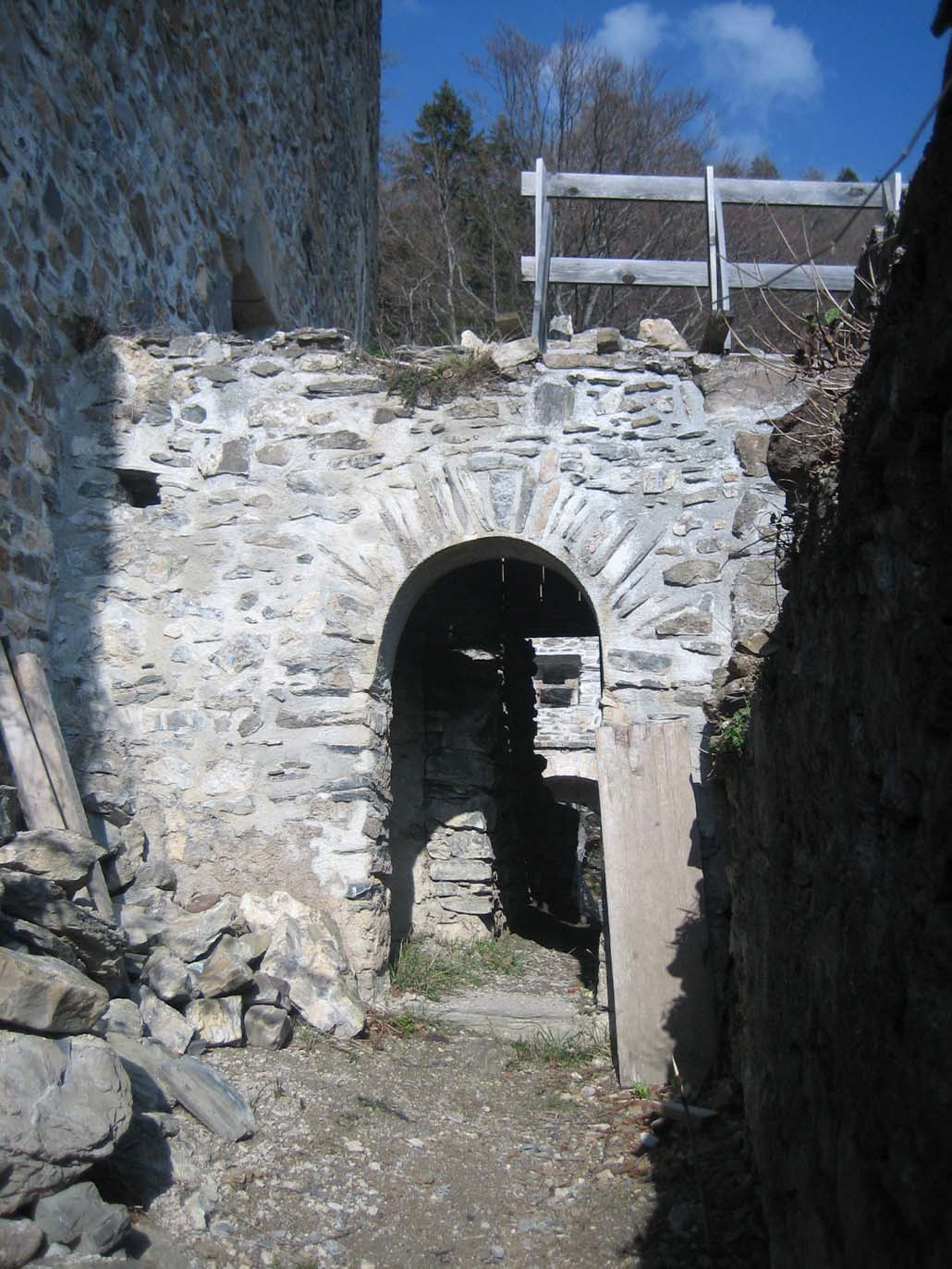
Durchgang im Zwinger

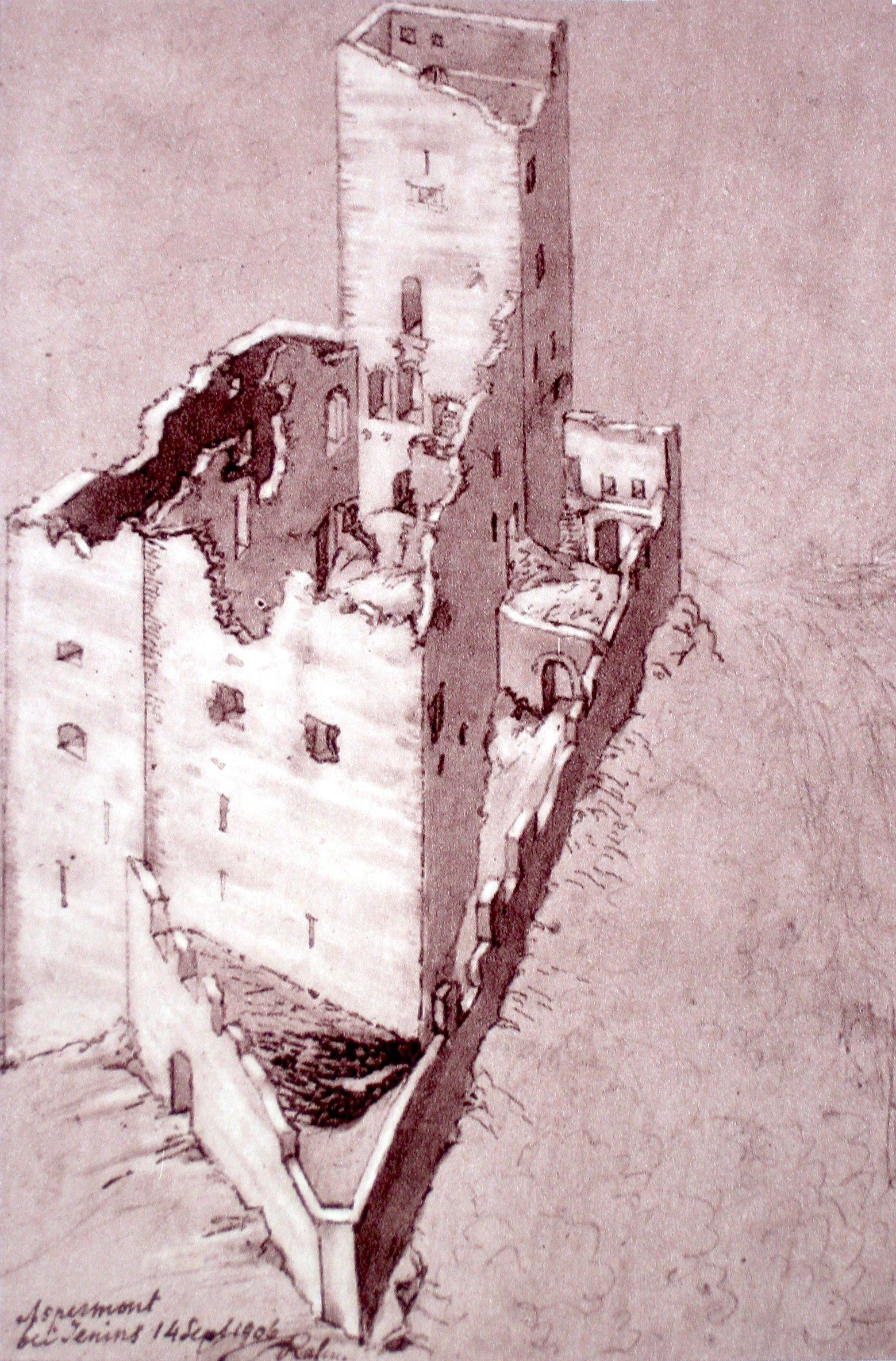
Gesamtansicht, um 1906

Der Name deutet auf eine Gründung der Herren von Aspermont hin, die im 12. Jahrhundert erstmals in den Urkunden auftauchen. Ihr Stammsitz war die Burg Alt-Aspermont bei Trimmis. Die neue Burg über Jenins errichteten sie wohl zwischen 1200 und 1250.
Im Verlauf des 13. Jahrhunderts konnten die Aspermonter im Gebiet der Bündner Herrschaft und des Prättigaus eine bedeutende Herrschaft aufbauen, deren Zentrum, zusammen mit Maienfeld, Neu-Aspermont war. Zu ihrem Besitz gehörte unter anderem auch die Burg Fracstein. Die neu gegründete Burg Aspermont konnten sie jedoch nicht im Eigenbesitz behalten, sondern mussten sie der Lehensgewalt des Bischofs von Chur und der Freiherren von Vaz unterstellen.
1284, anlässlich eines Streites zwischen dem Bischof und den Vazern um die Landeshoheit über Jenins, einigte man sich darauf, dass Neu-Aspermont gemeinsam gehören, aber nicht weiter bebaut werden dürfe: der bvhel zer Niwen Aspermunt sol gemaine sin des bischoffs von Kvr und .... Johanis et Donati und also daz neiman iemer drvf gebvwe.
Johann von Vaz scheint sich nicht an dieses Urteil gehalten zu haben, denn 1299 wurde er schriftlich aufgefordert, den Bau auf Neu-Aspermont wieder abzureissen: …vm den bv, den her Johans von Vatz hat getan vffen  der Nwen Aspermunt, daz er den abe brechen sol, wan er versprochen wart… Aber niemand scheint sich daran gehalten zu haben und die Burg entwickelte sich in der Folge zu einer kleinen Herrschaft.
Um die Mitte des 14. Jahrhunderts verschwanden die Aspermonter aus Rätien. Um 1350 verkauften die Brüder Ulrich und Eberhard die Burg an Ritter Rudolf von Rankweil aus Feldkirch. 1376 verschenkte Ulrich XI. von Aspermont, wohl der Letzte des Geschlechts, das Begräbnisrecht in der Kirche von Chur an die Herren von Greifensee. Anschliessend lebte er in Dornbirn und verdeutschte den Namen Aspermont in Rhomberg.
Von der Familie von Rankweil kam die Burg an die Familie Straiff von Chur, vor 1369 kam sie durch eine Erbschaft an die Herren von Sigberg. Nach dem Aussterben derer von Sigberg, in deren Besitz Aspermont von 1393 bis 1448 nachweislich war, wurden Burg und Herrschaft um 1468 an die verwandte Familie von Schlandersberg aus dem Vinschgau verkauft, in deren Besitz sie bis 1522 blieb. 1435 wurde sie für kurze Zeit von Friedrich VII. von Toggenburg erobert.
Da die Schlandersberg im Schwabenkrieg jedoch zu Österreich hielten, wurde Neu-Aspermont anschliessend an die Eroberung und die Zerstörung des Schlosses Maienfeld am 14. Februar 1499 von Bündner Truppen geplündert und teilweise zerstört. Im Rahmen des Wiederaufbaus durch Dietpold von Schlandersberg wurde der Wohntrakt wieder aufgebaut und der Turm um zwei Stockwerke erhöht.
Rascher Besitzwechsel kennzeichnet Neu-Aspermont in der kommenden Zeit: Als Besitzer erscheinen Ritter Josua von Beroldingen, der die Burg 1523 von seinem Schwager Ulrich von Schlandersberg kaufte. 1526 kam Aspermont an den Maienfelder Landvogt Johann von Marmels, der Burg und Herrschaft 1536 an die Drei Bünde verkaufte. Weitere Besitzer waren die Gemeinde Jenins, erneut die Johann von Marmels, 1538 die Familie des österreichischen Landvogts Peter Finer, um 1540 Gregor von Hohenbalken, die Salis zu Neu-Süns und die Guler von Wynegg. Letzter Bewohner soll 1630 Anton von Molina, der Schwiegersohns des Vespasian von Salis gewesen sein. In der zweiten Hälfte des 17. Jahrhunderts wurde die Burg aufgegeben und begann im 18. Jahrhundert schnell zu zerfallen.
1862 liess sich Ernest von Rhomberg, ein Nachfahre der Gründerfamilie von Aspermont, von der Schweizerischen Eidgenossenschaft seine Abstammung von den Herren von Aspermont bestätigen und erwarb 1863 von drei Einheimischen die Ruine für 500 Franken.
1997 ging die Burg zunächst durch einen Baurechtsvertrag von Karl-Willi Rhomberg für 75 Jahre an den Burgverein Neu-Aspermont. Per 1. Januar 2015 verkaufte Herr Rhomberg die Ruine dann an den Burgverein Neu-Aspermont. Geplant ist eine spätere Nutzung der Burg für kulturelle und gesellschaftliche Anlässe.

## Aspermont Texas
Der Ort Aspermont in Texas in den USA wurde etwa um 1890 von einem A. L. Rhomberg, gegründet, der damit wohl einen Bezug zum historischen Namen derer von Aspermont herstellte. Genaue biografische Recherchen zum texanischen Gründer Rhomberg sind ausstehend.